# Dysdera subsquarrosa
Dysdera subsquarrosa là một loài nhện trong họ Dysderidae.
Loài này thuộc chi Dysdera. Dysdera subsquarrosa được Eugène Simon miêu tả năm 1914.